# Le Bain au soir d'été
Le Bain au soir d'été est un tableau réalisé par le peintre suisse Félix Vallotton en 1892-1893. Cette huile sur toile représente des baigneuses. Exposée au Salon des indépendants de 1893, elle est conservée à la Kunsthaus de Zurich, à Zurich.